# Laag van Rohr
De laag van Rohr (vernoemd naar Karl Rohr) is een fibrineuze laag die zich tijdens de zwangerschap vormt op de plaats waar interstitiële cytotrofoblasten het compacte gedeelte van de decidua basalis raken en werd door Rohr in 1889 beschreven. De laag van Rohr bevindt zich in de zone waar embryonale weefsels in de moederlijke weefsels dringen op de plaats waar de chorionvilli vertakken. De laag van Rohr zit hoger dan de laag van Nitabuch.
Na zes weken zwangerschap (vanaf de laatste menstruatie) bereiken de interstitiële cytotrofoblasten de moederlijke bloedvaten en begint het omvormen van de bloedvaten. Moederlijke endotheelcellen zijn dan vervangen door deze interstitiële cytotrofoblasten. Tijdens het omvormen van de bloedvaten ontstaan bloedingen nabij de cytotrofoblastische laag en ontstaan op deze plaats de laag van Rohr en de laag van Nitabuch.

## Afbeeldingen

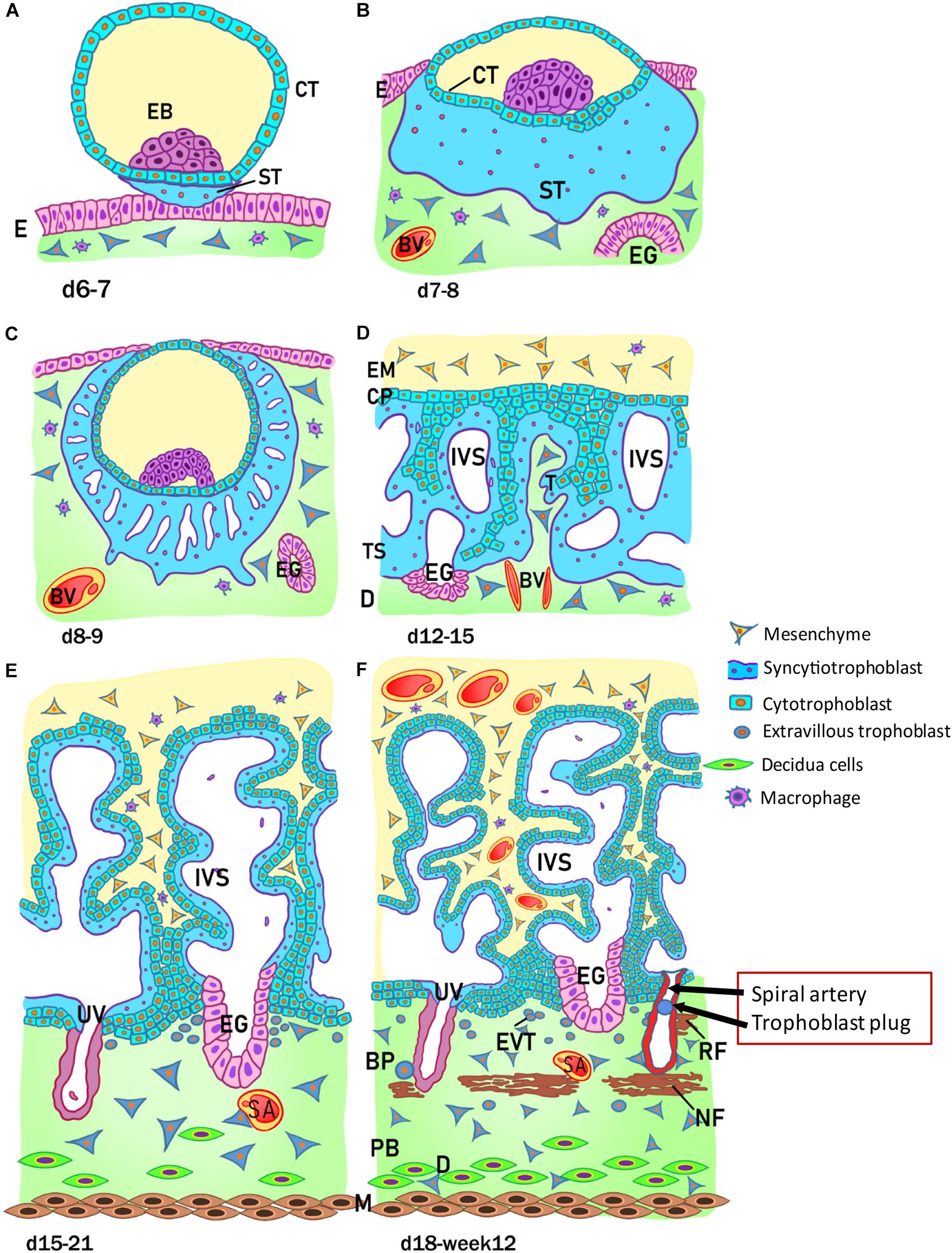
Verschillende stadia van het menselijke embryo. (A) Innesteling 6 tot 7 dagen (d) na bevruchting. (F) 18 dagen tot 12 weken na bevruchting. NF=laag van Nitabuch. NR=laag van Rohr.
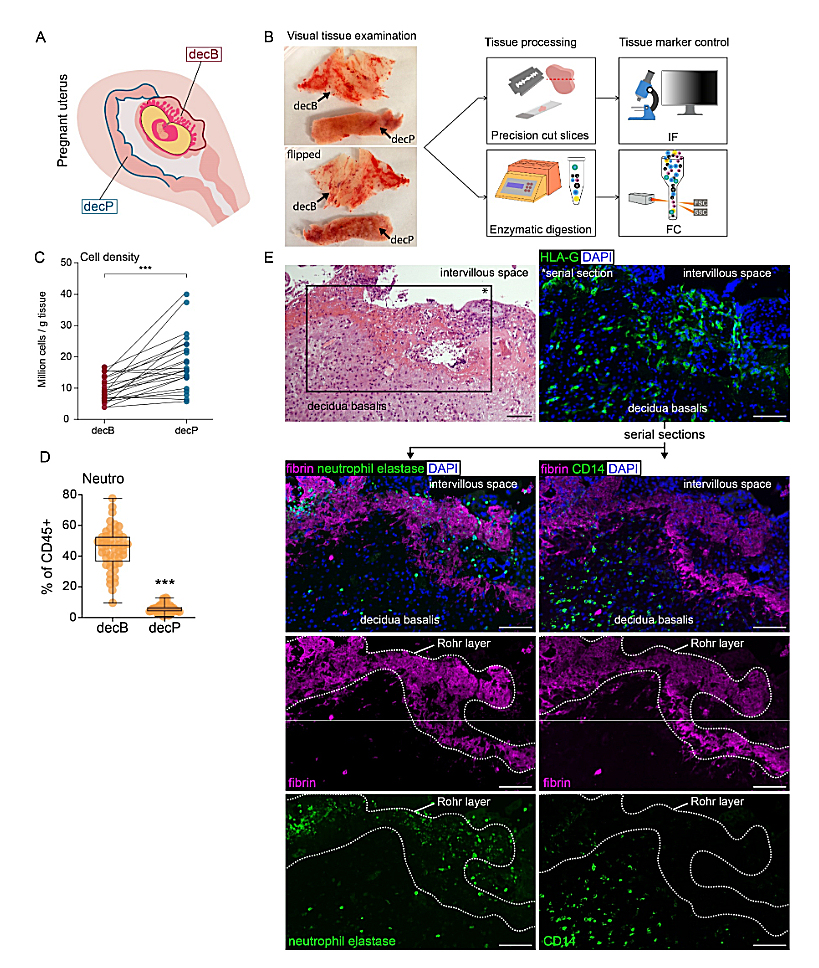
Eerste trimester decidua. E: met laag van Rohr met fibrine (magenta gekleurd)